# Gehyra nana
Espèce
Gehyra nana est une espèce de geckos de la famille des Gekkonidae.

## Répartition
Cette espèce est endémique d'Australie. Elle se rencontre en Australie-Occidentale, en Australie-Méridionale, au Territoire du Nord et au Queensland.

## Publication originale
- Storr, 1978 : Seven new gekkonid lizards from Western Australia. Records of the Western Australian Museum, vol. 6, n. 3, p. 337-352 (texte intégral).